# 阿爾勒的康斯坦絲
阿爾勒的康斯坦絲（法語：Constance d'Arles，約986年—1032年7月28日），法蘭克人王后，羅貝爾二世的第三任妻子。她是普羅旺斯伯爵威廉一世的女兒，博索尼德王朝的成員。

## 子女
康斯坦絲和羅貝爾二世於1003年左右結婚，兩人共有3子2女：
1. 海德維希（約1003年—1063年）
2. 于格大帝（1007年—1025年）
3. 亨利一世（1008年—1060年）
4. 阿黛勒（英语：Adela of France）（1009年—1079年）
5. 羅貝爾（1011年—1076年）